# Segelfluggelände Mülben

i7
i11
i13
Das Segelfluggelände Mülben liegt im Neckar-Odenwald-Kreis nahe der hessischen Grenze, etwa 40 Kilometer östlich von Heidelberg. Das Segelfluggelände liegt nahe dem Katzenbuckel auf Mülbener Terrain, das zur Gemeinde Waldbrunn gehört.

## Flugbetrieb

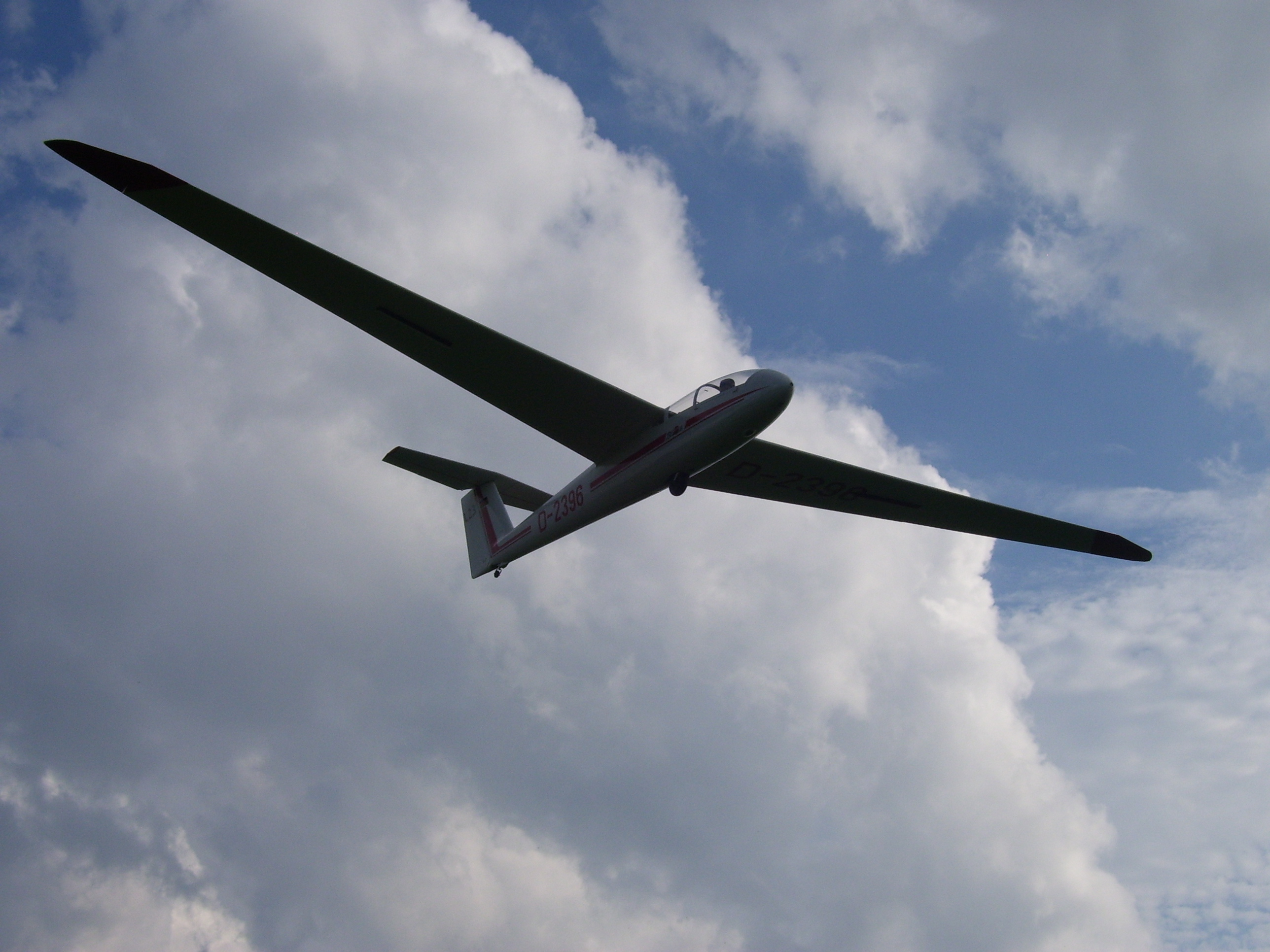
Blanik L-23 im Anflug

Das Segelfluggelände ist mit einer 730 m langen und 30 m breiten Start- und Landebahn aus Gras (Richtung 16/34) ausgestattet. Die Startbahn ist leicht seitwärts gekrümmt und weist ein Gefälle von etwa 30 m auf. Das Segelfluggelände besitzt eine Betriebszulassung für Segelflugzeuge (auch mit Hilfsantrieb), Motorsegler, Luftsportgeräte (außer Tragschrauber) und Motorflugzeuge zum Zweck des Flugzeugschlepps. Segelflugzeuge starten per Flugzeugschlepp oder Windenstart. Für den Anflug auf Mülben wird die Funkfrequenz 134,965 MHz verwendet. Als Orientierungshilfe kann der Katzenbuckel sehr gut genutzt werden.

## Luftsportverein
Der Halter und Betreiber des Segelfluggeländes ist der Luftsportverein Hayingen e. V. Der Verein bildet Segelflugzeugführer im Rahmen seiner Vereinstätigkeit selbstständig aus. Des Weiteren stellt der Luftsportverein insgesamt fünf Segelflugzeuge als Basis für seine Mitglieder zur Verfügung. Genutzt werden die Segelflugzeuge für Ausbildung, Streckenflug, Kunstflug und jede weitere Art der Fliegerei.